# Złomisty Wierch Północny
Złomisty Wierch Północny (1224 m) – szczyt w głównym grzbiecie Pasma Radziejowej w Beskidzie Sądeckim, jeden z dwóch Złomistych Wierchów, których wierzchołki położone są w odległości około 700 m od siebie. Złomisty Wierch Północny znajduje się między Wielką Prehybą (1191 m) a Złomistym Wierchem Południowym (1215 m). Jego wschodni stok opada w widły dwóch źródłowych cieków potoku Lajpcyk, zachodni do Starego Potoku.
Nitribitt i Hetper w przewodniku z 1929 roku podają dla niższego, południowego szczytu nazwę Złamany Wierch. Prawdopodobnie pochodzi ona od tego, że na szczycie tym główny grzbiet zakręca. Wyższy, północny szczyt nie miał nazwy, widocznie okoliczna ludność nie miała potrzeby nazywania go. Ponieważ jednak jest to drugi co do wysokości szczyt Beskidu Sądeckiego, na mapach wprowadzono więc nazwę dla obydwu wierzchołków rozróżniając je na południowy i północny.
Cały masyw Złomistych Wierchów porasta las. Jednak przed laty masowy pojaw zasnui wysokogórskiej spowodował ogołocenie z drzew znacznych części Pasma Radziejowej w tej okolicy. Dzięki temu grzbiet na odcinku od Prehyby po Wielkiego Rogacza stał się bezleśny i widokowy. Las jednak odradza się i widoki są już mocno ograniczone.
Przez Złomiste Wierchy biegnie granica między miejscowościami Jaworki w powiecie nowotarskim i Roztoka Ryterska w powiecie nowosądeckim. Dawniej spod wierzchołka prowadził zielony szlak turystyczny na Halę Konieczną. Obecnie trasą tą prowadzi szlak narciarski z Rytra na Prehybę.

## Szlaki turystyczne
Przez Złomiste Wierchy prowadzi Główny Szlak Beskidzki. Równolegle do niego północnymi stokami Pasma Radziejowej biegnie leśna Ścieżka Teodora.
 odcinek: Rytro – Niemcowa – Radziejowa – Złomisty Wierch Południowy – Złomisty Wierch Północny – Prehyba – Krościenko
 narciarski czerwony Prehyba – Rytro

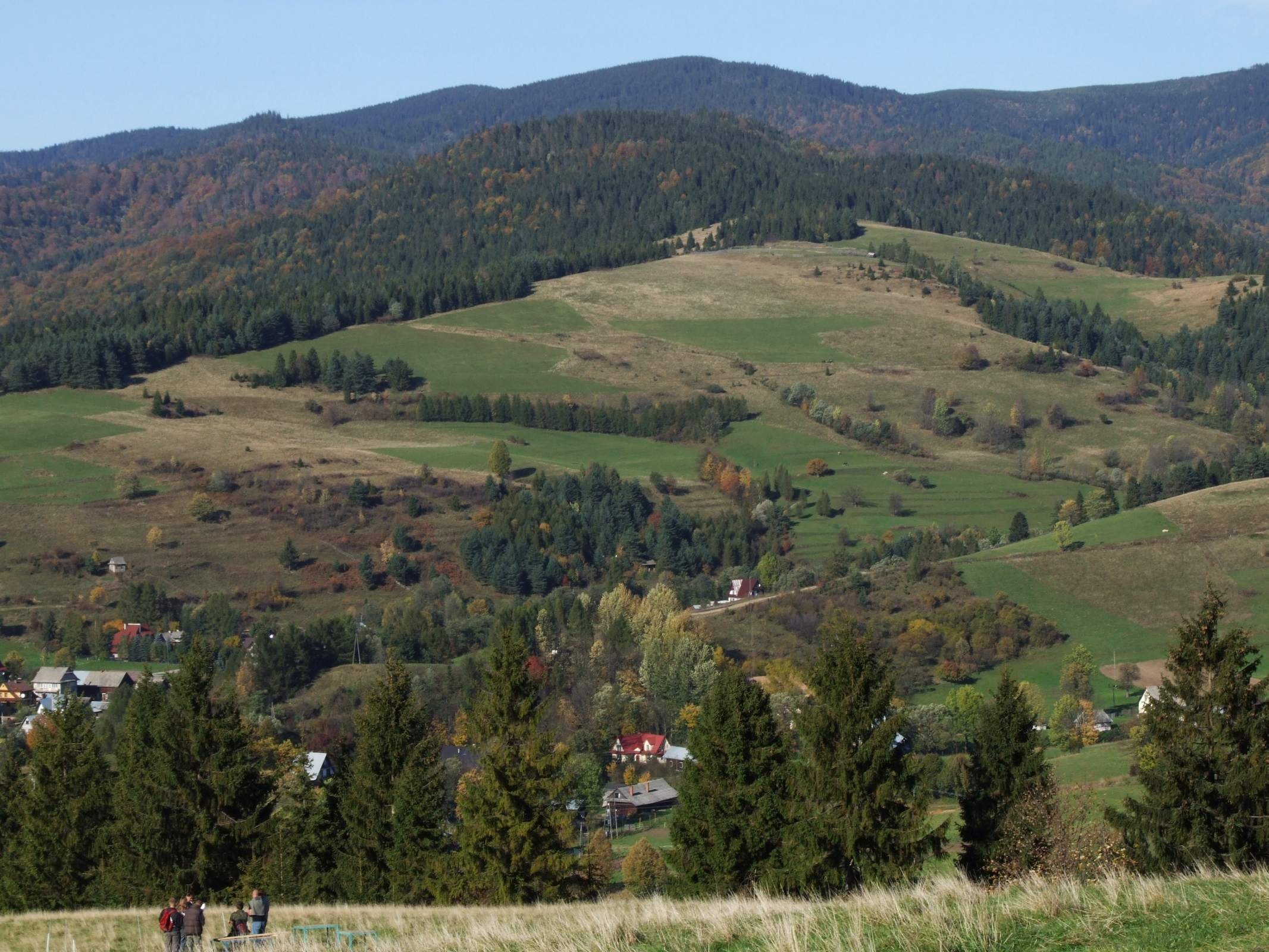
Złomisty Wierch i Świniarki, widok z Jaworek